# Danh sách trại giam ở Việt Nam
Tại Việt Nam, hệ thống trại giam thuộc sự quản lý của Cục Cảnh sát Quản lý Trại giam, Cơ sở giáo dục và Trường giáo dưỡng (Cục V26) trực thuộc Bộ Công an từ năm 1996 đến năm 2009. Năm 2009, Tổng cục Cảnh sát Thi hành án Hình sự và Hỗ trợ Tư pháp, Bộ Công an (Tổng cục 8) thành lập trên cơ sở Cục V26. Từ năm 2009, Tổng cục 8 quản lý 53 trại giam, 5 cơ sở giáo dục bắt buộc và 3 trường giáo dưỡng. Trại giam Z-30D (Trại giam Thủ Đức) là trại giam lớn nhất Việt Nam với hơn 8000 phạm nhân (tháng 9 năm 2016) ở huyện Hàm Tân, tỉnh Bình Thuận, trực thuộc Tổng cục 8 Bộ Công an). Số lượng trại giam tập trung đông nhất ở Thanh Hóa (4 trại giam) và Hà Nội (2 trại giam, 3 trại tạm giam).

## Trại giam ở Hà Nội
- Trại giam Thanh Xuân, thuộc Tổng cục 8 Bộ Công an, ở xã Mỹ Hưng, huyện Thanh Oai.[5]
- Trại giam Suối Hai, thuộc Tổng cục 8 Bộ Công an, ở huyện Ba Vì.[6]
- Trại tạm giam số 1, của Công an Hà Nội, tại quận Nam Từ Liêm.[7]
- Trại tạm giam số 2, của Công an Hà Nội, tại xã Văn Bình , huyện Thường Tín.[8]

## Trại giam ở Thành phố Hồ Chí Minh
- Trại giam Chí Hòa (tên cũ là Khám Chí Hòa), của Công an Thành phố Hồ Chí Minh, tại 324 Hòa Hưng, Phường 13, Quận 10, Thành phố Hồ Chí Minh.[9]
- Trại giam B34, thuộc Bộ Công an, tại 237 Nguyễn Văn Cừ, Phường Nguyễn Cư Trinh, Quận 1, Thành phố Hồ Chí Minh (đã chuyển về ấp 5 xã Phạm Văn Cội, huyện Củ Chi, Tp. Hồ Chí Minh)
- Trại giam T30, ở huyện Củ Chi, Thành phố Hồ Chí Minh.[10]

## Trại giam ở Hải Phòng
- Trại giam Xuân Nguyên, thuộc Tổng cục 8 Bộ Công an, tại xã Lại Xuân, huyện Thủy Nguyên.[11]
- Trại tạm giam Công an thành phố Hải Phòng, ở xã Chiến Thắng, huyện An Lão.

## Trại giam ở Đà Nẵng
- Trại giam Hòa Sơn, thuộc Công an Đà Nẵng, tại Đường số 5, xã Hòa Liên, huyện Hòa Vang.

## Trại giam ở Cần Thơ
- Trại giam Long Tuyền ở đường Bùi Hữu Nghĩa, phường Long Tuyền, quận Bình Thủy, Cần Thơ.

## Trại giam ở An Giang
- Trại giam Định Thành, thuộc Tổng cục 8, ở xã Định Thành, huyện Thoại Sơn.[12][13]
- Trại tạm giam Công an tỉnh An Giang

## Trại giam ở Bà Rịa - Vũng Tàu
- Trại giam Xuyên Mộc, thuộc Tổng cục 8, ở xã Tân Lâm, huyện Xuyên Mộc; tiền thân là Trại cải tạo Tân Hiệp, được thành lập ngày 22 tháng 11 năm 1977.[14]

## Trại giam ở Bắc Giang
- Trại giam Ngọc Lý, huyện Tân Yên, tỉnh Bắc Giang

## Trại giam ở Bắc Kạn
- Trại giam Công an tỉnh Bắc Kạn.[15]

## Trại giam ở Bạc Liêu
- Trại giam Công an tỉnh Bạc Liêu.[16]
- Trại giam Vĩnh Lợi, tỉnh Bạc Liêu.[17]

## Trại giam ở Bắc Ninh
- Trại tạm giam Ngọc Xá, thị xã Quế Võ
- Trại tạm giam Ba Huyện, thành phố Bắc Ninh

## Trại giam ở Bến Tre
- Trại giam Châu Bình, thuộc Tổng cục 8, ở huyện Giồng Trôm, tỉnh Bến Tre[18]

## Trại giam ở Bình Định
- Trại giam Kim Sơn (K18), thuộc Tổng cục 8 Bộ Công an, đóng ở xã Ân Nghĩa, huyện Hoài Ân[19]

## Trại giam ở Bình Dương
- Trại giam An Phước, thuộc Tổng cục 8, Bộ Công an, ở huyện Phú Giáo, tỉnh Bình Dương[20]
- Trại tạm giam Bố Lá, ở đường tỉnh 741, Phước Hoà, huyện Phú Giáo, tỉnh Bình Dương[21]
- Trại giam Phú Hoà, thuộc Tổng cục VIII(nay là cục C10), Bộ công an, ấp 1A,xã Phước Hoà, huyện Phú Giáo, tỉnh Bình Dương

## Trại giam ở Bình Phước
- Trại giam Tống Lê Chân, trực thuộc Tổng cục 8, Bộ Công an, đóng ở huyện Hớn Quản[22]

## Trại giam ở Bình Thuận
- Trại giam Z30D (trại giam Thủ Đức), trại giam lớn nhất Việt Nam, ở huyện Hàm Tân, tỉnh Bình Thuận, trực thuộc Tổng cục 8 Bộ Công an).[3][4]
- Trại giam Huy khiêm, thuộc Tổng cục 8 Bộ công an, ở thị trấn Lạc Tánh, huyện Tánh Linh, tỉnh Bình Thuận[23]

## Trại giam ở Cà Mau
- Trại giam Cái Tàu, trực thuộc Cục C10, Bộ Công an. Đóng quân trên địa bàn xã Khánh An, huyện U Minh, Cà Mau[24]

## Trại giam ở Cao Bằng
- Trại giam Khuổi Tào[25]

## Trại giam ở Đắk Lắk
- Trại giam Đăc Trung, thuộc Tổng cục 8, Bộ Công an
- Trại giam Đắc Tân, thuộc Tổng cục 8, Bộ Công an[26]
- Trại tạm giam Công an tỉnh Dak Lak[27]

## Trại giam ở Đắk Nông
- Trại giam Đắk Plao, thuộc Tổng cục 8, Bộ Công an, đóng chân trên địa bàn xã Đắk Som, huyện Đắk Glong, tỉnh Đắk Nông
- Trại tạm giam Công an tỉnh Đắk Nông

## Trại giam ở Điện Biên
- Trại giam Nà Tấu, thuộc Tổng cục 8, Bộ Công an, đóng ở xã Nà Tấu, huyện Điện Biên, tỉnh Điện Biên[28]

## Trại giam ở Đồng Nai
- Trại giam Z-30A (trại giam Xuân Lộc), thuộc Tổng cục 8 Bộ Công an, tại Đồng Nai[29]

## Trại giam ở Đồng Tháp
- Trại giam Cao Lãnh, thuộc Tổng cục 8, Bộ Công an, đóng ở xã Tân Hội Trung, huyện Cao Lãnh

## Trại giam ở Gia Lai
- Trại giam Gia Trung, trực thuộc Tổng cục 8 Bộ Công an, được thành lập năm 1976, đóng quân trên địa bàn 4 xã thuộc huyện Mang Yang, tỉnh Gia Lai[30][31]

## Trại giam ở Hà Giang
- Trại giam Cổng Trời[32]

## Trại giam ở Hà Nam
- Trại giam Nam Hà, trực thuộc Tổng cục 8 Bộ Công an, ở Kim Bảng, tỉnh Hà Nam.[33]

## Trại giam ở Hà Tĩnh
- Trại giam Xuân Hà, trực thuộc Tổng cục 8 Bộ Công an[34][35]

## Trại giam ở Hải Dương
- Trại giam Hoàng Tiến, thuộc Tổng cục 8, Bộ Công an, đóng tại thành phố Chí Linh[36][37]

## Trại giam ở Hậu Giang
- Trại giam Kênh 5, thuộc tổng cục 8

## Trại giam ở Hòa Bình
- Trại giam Hòa Bình[38]
- Trại tạm giam Công an tỉnh Hòa Bình

## Trại giam ở Hưng Yên
- Trại tạm giam Công an tỉnh Hưng Yên

## Trại giam ở Khánh Hòa
- Trại giam A2, thuộc Tổng cục 8, Bộ Công an, đóng tại xã Diên Lâm, huyện Diên Khánh, Khánh Hòa.[39]

## Trại giam ở Kiên Giang
- Trại giam Kênh 7, thuộc Tổng cục 8, Bộ Công an, đóng trên địa bàn xã Thạnh Yên, huyện U Minh Thượng[40]
- Trại tạm giam Công an tỉnh Kiên Giang (còn gọi là Trại tạm giam Cầu ván) ở phường Rạch Sỏi, thành phố Rạch Giá[41]

## Trại giam ở Kon Tum
- Trại tạm giam Công an tỉnh Kon Tum

## Trại giam ở Lai Châu
- Trại tạm giam Công an tỉnh Lai Châu

## Trại giam ở Lâm Đồng
- Trại giam Đại Bình, trực thuộc Tổng cục 8, Bộ Công an, ở xã Lộc Thành, Bảo Lâm, Lâm Đồng[42][43]
- Trại tạm giam Công an tỉnh Lâm Đồng[44]

## Trại giam ở Lạng Sơn
- Trại tạm giam Yên Trạch, huyện Cao Lộc, tỉnh Lạng Sơn[45]
- Trại giam Đồng Tiến, huyện Hữu Lũng, tỉnh Lạng Sơn.

## Trại giam ở Lào Cai
- Trại tạm giam Công an tỉnh Lào Cai[46]

## Trại giam ở Long An
- Trại giam Thạnh Hòa, thuộc Tổng cục 8, đóng trên địa bàn xã Thủy Tây, huyện Thạnh Hóa, Long An[47]
- Trại giam Long Hòa, thuộc Tổng cục 8, đóng trên địa bàn xã Lương Hoà, huyện Bến Lức, tỉnh Long An[48]
- Trại tạm giam Công an tỉnh Long An tại xã Mỹ Phú, huyện Thủ Thừa, tỉnh Long An.[49]

## Trại giam ở Nam Định
- Trại tạm giam Công an tỉnh Nam Định[50]

## Trại giam ở Nghệ An
- Trại giam số 3, Cục C10- Bộ Công an, Cách địa phận km số 0 đường Hồ Chí Minh thuộc xã Nghĩa Dũng, huyện Tân Kỳ, tỉnh Nghệ An
- Trại giam số 6, Cục C 10, xã Hạnh Lâm, huyện Thanh Chương, Nghệ An
- Trại tạm giam Nghi Kim, TP Vinh, Nghệ An[51]

## Trại giam ở Ninh Bình
- Trại giam Ninh Khánh, trực thuộc Cục C10, Bộ Công an, đóng tại Dưỡng Thượng, xã Ninh Vân, huyện Hoa Lư, Tỉnh Ninh Bình
- Trại giam Bình Sơn, xã Mai Sơn, huyện Yên Mô, tỉnh Ninh Bình.

## Trại giam ở Ninh Thuận
- Trại Giam Sông Cái, thuộc tổng cục 8, đóng chân trên địa bàn xã Phước Tiến, huyện Bác Ái, tỉnh Ninh Thuận, hiện đang giam giữ, cải tạo, giáo dục hơn 1.600 phạm nhân[52]

## Trại giam ở Phú Thọ
- Trại giam Tân Lập, thuộc tổng cục 8, ở Vô Tranh, huyện Hạ Hòa, tỉnh Phú Thọ
- Trại tạm giam Công an tỉnh Phú Thọ tại xã Tiên Kiên, huyện Lâm Thao, tỉnh Phú Thọ

## Trại giam ở Quảng Bình
- Trại giam Đồng Sơn, ở Đồng Sơn, Đồng Hới, thuộc Tổng cục 8[53]

## Trại giam ở Quảng Nam
- Trại giam An Điềm, thuộc Tổng cục 8 Bộ Công an, ở huyện Đại Lộc, tỉnh Quảng Nam[54]

## Trại giam ở Quảng Ngãi
- Trại tạm giam Công an tỉnh Quảng Ngãi

## Trại giam ở Quảng Ninh
1. Trại giam Quảng Ninh, thuộc Tổng cục 8[55]
2. Trại giam Hang Son tại TP Uông Bí, Quảng Ninh thuộc Bộ Công An quản lý.
3. Trại tạm giam Công an tỉnh Quảng Ninh (còn gọi là Trại giam lán 14) tại địa bàn 2 phường Hà Lầm và Hà Trung, TP Hạ Long, Quảng Ninh thuộc tỉnh quản lý.

## Trại giam ở Quảng Trị
- Trại giam Nghĩa An, thuộc Tổng cục 8 Bộ Công an, đóng tại huyện Cam Lộ, tỉnh Quảng Trị[56]

## Trại giam ở Sóc Trăng
- Trại tạm giam - công an tỉnh Sóc Trăng

## Trại giam ở Sơn La
- Trại giam Yên Hạ, thuộc tổng cục 8, Bộ Công an, ở xã Huy Hạ, huyện Phù Yên, tỉnh Sơn La[57]

## Trại giam ở Tây Ninh
- Trại giam Cây Cầy, thuộc tổng cục 8, Bộ Công An, đóng ở ấp Thạnh Hòa, xã Thạnh Bình, huyện Tân Biên, tỉnh Tây Ninh[58]

## Trại giam ở Thái Bình
- Trại tạm giam Công An Tỉnh Thái Bình. Địa điểm: Thành phố Thái Bình – Tỉnh Thái Bình

## Trại giam ở Thái Nguyên
- Trại giam Phú Sơn 4, thuộc Tổng cục 8 Bộ Công an.[59] Địa chỉ: xã Cổ Lũng, huyện Phú Lương, tỉnh Thái Nguyên.

## Trại giam ở Thanh Hóa
- Trại giam số 5, thuộc Cục C10, ở Thị trấn Thống Nhất, Yên Định, Thanh Hóa[60]
- Trại giam Thanh Cẩm, thuộc Cục C10, ở Cẩm Thành,Cẩm Thủy, Thanh Hóa[60]
- Trại giam Thanh Lâm, thuộc Cục C10, đóng trên địa bàn thị trấn Yên Cát, Như Xuân, Thanh Hóa[61]
- Trại giam Thanh Phong, Thuộc Cục C10, đóng trên địa bàn thị trấn Nông Cống, huyện Nông Cống, tỉnh Thanh Hóa[62]
- Trại tạm giam Công an Tỉnh Thanh Hóa (trại Cầu Cao), thuộc Công an Thanh Hóa, tại phường An Hưng, tp Thanh Hóa[63]

## Trại giam ở Thừa Thiên Huế
- Trại giam Bình Điền, thuộc Tổng cục 8 Bộ Công an, ở xã Bình Điền, thị xã Hương Trà, tỉnh Thừa Thiên Huế[64]

## Trại giam ở Tiền Giang
- Trại giam Mỹ Phước, thuộc Tổng cục 8 – Bộ Công an, đóng tại huyện Tân Phước, tỉnh Tiền Giang
- Trại giam Phước Hòa, thuộc Tổng cục 8 – Bộ Công an, đóng tại xã Thạnh Hòa, huyện Tân Phước, Tỉnh Tiền Giang

## Trại giam ở Trà Vinh
- Trại giam Bến Giá, thuộc tổng cục 8, xã Long Hữu, huyện Duyên Hải[65]

## Trại giam ở Tuyên Quang
- Trại giam Quyết Tiến, thuộc tổng cục 8, ở xã Vĩnh Lợi, huyện Sơn Dương, Tuyên Quang

## Trại giam ở Vĩnh Long
- Trại Tạm giam Công an tỉnh Vĩnh Long

## Trại giam ở Vĩnh Phúc
- Trại giam Vĩnh Quang, thuộc Tổng cục 8 Bộ công an, với diện tích hơn 200ha nằm ở xã Đạo Trù, huyện Tam Đảo[66]
- Trại tạm giam Công an tỉnh Vĩnh Phúc[67]
- Trại giam Vĩnh Yên, Quang Trung, Hội Hợp, Tp. Vĩnh Yên, Vĩnh Phúc

## Trại giam ở Yên Bái
- Trại giam Hồng Ca, thuộc Tổng cục 8-Bộ Công an đóng trên địa bàn xã Hưng Khánh, huyện Trấn Yên, tỉnh Yên Bái.[68]
- Trại tạm giam Công an tỉnh Yên Bái

## Trại tạm giam của Bộ Công an
Bộ công an hiện đang quản lý 4 trại tạm giam
- Trại tạm giam T16 ở Thiên Đông, xã Mỹ Hưng, huyện Thanh Oai, Hà Nội
- Trại tạm giam T17 ở 258 đường Nguyễn Trãi, quận 1, TP Hồ Chí Minh
- Trại tạm giam B34, thuộc Bộ Công an, ở 237, Nguyễn Văn Cừ, Quận 1, Tp. Hồ Chí Minh
- Trại tạm giam B14, thuộc Cục An ninh điều tra, Tổng cục An ninh, ở xã Thanh Liệt, huyện Thanh Trì, Hà Nội[45]

## Trại giam trực thuộc Tổng cục 8 Bộ Công an
Tổng cục Cảnh sát Thi hành án hình sự và Hỗ trợ Tư pháp, Bộ Công an (Tổng cục 8) quản lý 53 trại giam, 70 trại tạm giam, trong đó có 4 trại tạm giam trực thuộc Bộ công an, 5 cơ sở giáo dục bắt buộc và 3 trường giáo dưỡng.
| \| Tên trại giam \| Tỉnh, thành \| Địa chỉ \| \| ---------------- \| ----------------- \| ------------------------------------------- \| \| Thanh Xuân \| Hà Nội \| Mỹ Hưng, huyện Thanh Oai \| \| Suối Hai \| Hà Nội \| Ba Vì \| \| Xuân Nguyên \| Hải Phòng \| \| \| Định Thành \| An Giang \| xã Định Thành, huyện Thoại Sơn \| \| Xuyên Mộc \| Bà Rịa - Vũng Tàu \| \| \| Ngọc Lý \| Bắc Giang \| huyện Tân Yên \| \| Châu Bình \| Bến Tre \| huyện Giồng Trôm \| \| Kim Sơn (K18) \| Bình Định \| xã Ân Nghĩa, huyện Hoài Ân \| \| An Phước \| Bình Dương \| huyện Phú Giáo \| \| Tống Lê Chân \| Bình Phước \| huyện Hớn Quản \| \| Z-30D (Thủ Đức) \| Bình Thuận \| huyện Hàm Tân \| \| Cái Tàu \| Cà Mau \| xã Khánh An, huyện U Minh \| \| Đăk Trung \| Đắk Lắk \| \| \| Đắc Tân \| Đắk Lắk \| \| \| Đắk Plao \| Đắk Nông \| \| \| Nà Tấu \| Điện Biên \| xã Nà Tấu, huyện Điện Biên \| \| Z-30A (Xuân Lộc) \| Đồng Nai \| \| \| Cao Lãnh \| Đồng Tháp \| xã Tân Hội Trung, huyện Cao Lãnh \| \| Gia Trung \| Gia Lai \| huyện Mang Yang \| \| Nam Hà \| Hà Nam \| huyện Kim Bảng \| \| Xuân Hà \| Hà Tĩnh \| \| \| Hoàng Tiến \| Hải Dương \| thị xã Chí Linh \| \| Kênh 5 \| Hậu Giang \| \| \| A2 \| Khánh Hòa \| xã Diên Lâm, huyện Diên Khánh \| \| Kênh 7 \| Kiên Giang \| xã Thạnh Yên, huyện U Minh Thượng \| \| Đại Bình \| Lâm Đồng \| xã Lộc Thành, Bảo Lâm \| \| Thạnh Hòa \| Long An \| xã Thạnh An, huyện Thạnh Hóa \| \| Long Hòa \| Long An \| xã Lương Hoà, huyện Bến Lức \| \| Số 3 \| Nghệ An \| xã Nghĩa Dũng, huyện Tân Kỳ \| \| Số 6 \| Nghệ An \| xã Hạnh Lâm, huyện Thanh Chương \| \| Ninh Khánh \| Ninh Bình \| Dưỡng Thượng, xã Ninh Vân, huyện Hoa Lư \| \| Sông Cái \| Ninh Thuận \| xã Phước Tiến, huyện Bác Ái \| \| Tân Lập \| Phú Thọ \| Vô Tranh, huyện Hạ Hòa \| \| Đồng Sơn \| Quảng Bình \| Đồng Sơn, Đồng Hới \| \| An Điềm \| Quảng Nam \| huyện Đại Lộc \| \| Quảng Ninh \| Quảng Ninh \| \| \| Nghĩa An \| Quảng Trị \| huyện Cam Lộ \| \| Yên Hạ \| Sơn La \| xã Huy Hạ, huyện Phù Yên \| \| Cây Cầy \| Tây Ninh \| ấp Thạnh Hòa, xã Thạnh Bình, huyện Tân Biên \| \| Phú Sơn 4 \| Thái Nguyên \| xã Cổ Lũng, huyện Phú Lương \| \| Số 5 \| Thanh Hóa \| Thị trấn Thống Nhất, huyện Yên Định \| \| Thanh Cẩm \| Thanh Hóa \| Xã Cẩm Thành, huyện Cẩm Thủy \| \| Thanh Lâm \| Thanh Hóa \| thị trấn Yên Cát, Như Xuân \| \| Thanh Phong \| Thanh Hóa \| xã Minh Thọ, huyện Nông Cống \| \| Bình Điền \| Thừa Thiên Huế \| xã Bình Điền, huyện Hương Trà \| \| Mỹ Phước \| Tiền Giang \| huyện Tân Phước \| \| Phước Hòa \| Tiền Giang \| xã Thạnh Hòa, huyện Tân Phước \| \| Bến Giá \| Trà Vinh \| xã Long Hữu, huyện Duyên Hải \| \| Quyết Tiến \| Tuyên Quang \| xã Thượng ấm, huyện Sơn Dương \| \| Vĩnh Quang \| Vĩnh Phúc \| xã Đạo Trù, huyện Tam Đảo \| \| Hồng Ca \| Yên Bái \| xã Hưng Khánh, huyện Trấn Yên \| |                   |                                             |
| Tên trại giam | Tỉnh, thành       | Địa chỉ                                     |
| Thanh Xuân | Hà Nội            | Mỹ Hưng, huyện Thanh Oai                    |
| Suối Hai | Hà Nội            | Ba Vì                                       |
| Xuân Nguyên | Hải Phòng         |                                             |
| Định Thành | An Giang          | xã Định Thành, huyện Thoại Sơn              |
| Xuyên Mộc | Bà Rịa - Vũng Tàu |                                             |
| Ngọc Lý | Bắc Giang         | huyện Tân Yên                               |
| Châu Bình | Bến Tre           | huyện Giồng Trôm                            |
| Kim Sơn (K18) | Bình Định         | xã Ân Nghĩa, huyện Hoài Ân                  |
| An Phước | Bình Dương        | huyện Phú Giáo                              |
| Tống Lê Chân | Bình Phước        | huyện Hớn Quản                              |
| Z-30D (Thủ Đức) | Bình Thuận        | huyện Hàm Tân                               |
| Cái Tàu | Cà Mau            | xã Khánh An, huyện U Minh                   |
| Đăk Trung | Đắk Lắk           |                                             |
| Đắc Tân | Đắk Lắk           |                                             |
| Đắk Plao | Đắk Nông          |                                             |
| Nà Tấu | Điện Biên         | xã Nà Tấu, huyện Điện Biên                  |
| Z-30A (Xuân Lộc) | Đồng Nai          |                                             |
| Cao Lãnh | Đồng Tháp         | xã Tân Hội Trung, huyện Cao Lãnh            |
| Gia Trung | Gia Lai           | huyện Mang Yang                             |
| Nam Hà | Hà Nam            | huyện Kim Bảng                              |
| Xuân Hà | Hà Tĩnh           |                                             |
| Hoàng Tiến | Hải Dương         | thị xã Chí Linh                             |
| Kênh 5 | Hậu Giang         |                                             |
| A2 | Khánh Hòa         | xã Diên Lâm, huyện Diên Khánh               |
| Kênh 7 | Kiên Giang        | xã Thạnh Yên, huyện U Minh Thượng           |
| Đại Bình | Lâm Đồng          | xã Lộc Thành, Bảo Lâm                       |
| Thạnh Hòa | Long An           | xã Thạnh An, huyện Thạnh Hóa                |
| Long Hòa | Long An           | xã Lương Hoà, huyện Bến Lức                 |
| Số 3 | Nghệ An           | xã Nghĩa Dũng, huyện Tân Kỳ                 |
| Số 6 | Nghệ An           | xã Hạnh Lâm, huyện Thanh Chương             |
| Ninh Khánh | Ninh Bình         | Dưỡng Thượng, xã Ninh Vân, huyện Hoa Lư     |
| Sông Cái | Ninh Thuận        | xã Phước Tiến, huyện Bác Ái                 |
| Tân Lập | Phú Thọ           | Vô Tranh, huyện Hạ Hòa                      |
| Đồng Sơn | Quảng Bình        | Đồng Sơn, Đồng Hới                          |
| An Điềm | Quảng Nam         | huyện Đại Lộc                               |
| Quảng Ninh | Quảng Ninh        |                                             |
| Nghĩa An | Quảng Trị         | huyện Cam Lộ                                |
| Yên Hạ | Sơn La            | xã Huy Hạ, huyện Phù Yên                    |
| Cây Cầy | Tây Ninh          | ấp Thạnh Hòa, xã Thạnh Bình, huyện Tân Biên |
| Phú Sơn 4 | Thái Nguyên       | xã Cổ Lũng, huyện Phú Lương                 |
| Số 5 | Thanh Hóa         | Thị trấn Thống Nhất, huyện Yên Định         |
| Thanh Cẩm | Thanh Hóa         | Xã Cẩm Thành, huyện Cẩm Thủy                |
| Thanh Lâm | Thanh Hóa         | thị trấn Yên Cát, Như Xuân                  |
| Thanh Phong | Thanh Hóa         | xã Minh Thọ, huyện Nông Cống                |
| Bình Điền | Thừa Thiên Huế    | xã Bình Điền, huyện Hương Trà               |
| Mỹ Phước | Tiền Giang        | huyện Tân Phước                             |
| Phước Hòa | Tiền Giang        | xã Thạnh Hòa, huyện Tân Phước               |
| Bến Giá | Trà Vinh          | xã Long Hữu, huyện Duyên Hải                |
| Quyết Tiến | Tuyên Quang       | xã Thượng ấm, huyện Sơn Dương               |
| Vĩnh Quang | Vĩnh Phúc         | xã Đạo Trù, huyện Tam Đảo                   |
| Hồng Ca | Yên Bái           | xã Hưng Khánh, huyện Trấn Yên               |

## Cơ sở giáo dục bắt buộc thuộc Bộ công an
Tổng cục 8 Bộ Công an quản lý 5 cơ sở giáo dục bắt buộc (hay còn gọi là trại cải tạo), gồm có:
- Cơ sở giáo dục bắt buộc Thanh Hà, đóng tại thị trấn Gia Khánh, Bình Xuyên, tỉnh Vĩnh Phúc[71]
- Cơ sở giáo dục bắt buộc Phú Hòa, ở xã Phước Hòa, huyện Phú Giáo, tỉnh Bình Dương
- Cơ sở giáo dục bắt buộc Cồn Cát, ở huyện Cù Lao Dung, tỉnh Sóc Trăng[72]
- Cơ sở giáo dục bắt buộc A1 (trại cải tạo A30 cũ), ở xã Hòa Phú, huyện Tây Hòa, tỉnh Phú Yên[73]

## Trường giáo dưỡng thuộc Bộ công an
Tổng cục 8 Bộ Công an quản lý 3 trường giáo dưỡng, gồm có:
- Trường giáo dưỡng số 2, ở Mai Sơn, huyện Yên Mô, tỉnh Ninh Bình
- Trường giáo dưỡng số 3, ở xã Hòa Phú, huyện Hòa Vang, thành phố Đà Nẵng
- Trường giáo dưỡng số 4, ở An Phước, huyện Long Thành, tỉnh Đồng Nai[74]

Trường giáo dưỡng số 5, ở ấp 9 xã Lương Hòa, huyện Bến Lức, tỉnh Long An không thuộc Bộ Công an.